# Dünnschliff

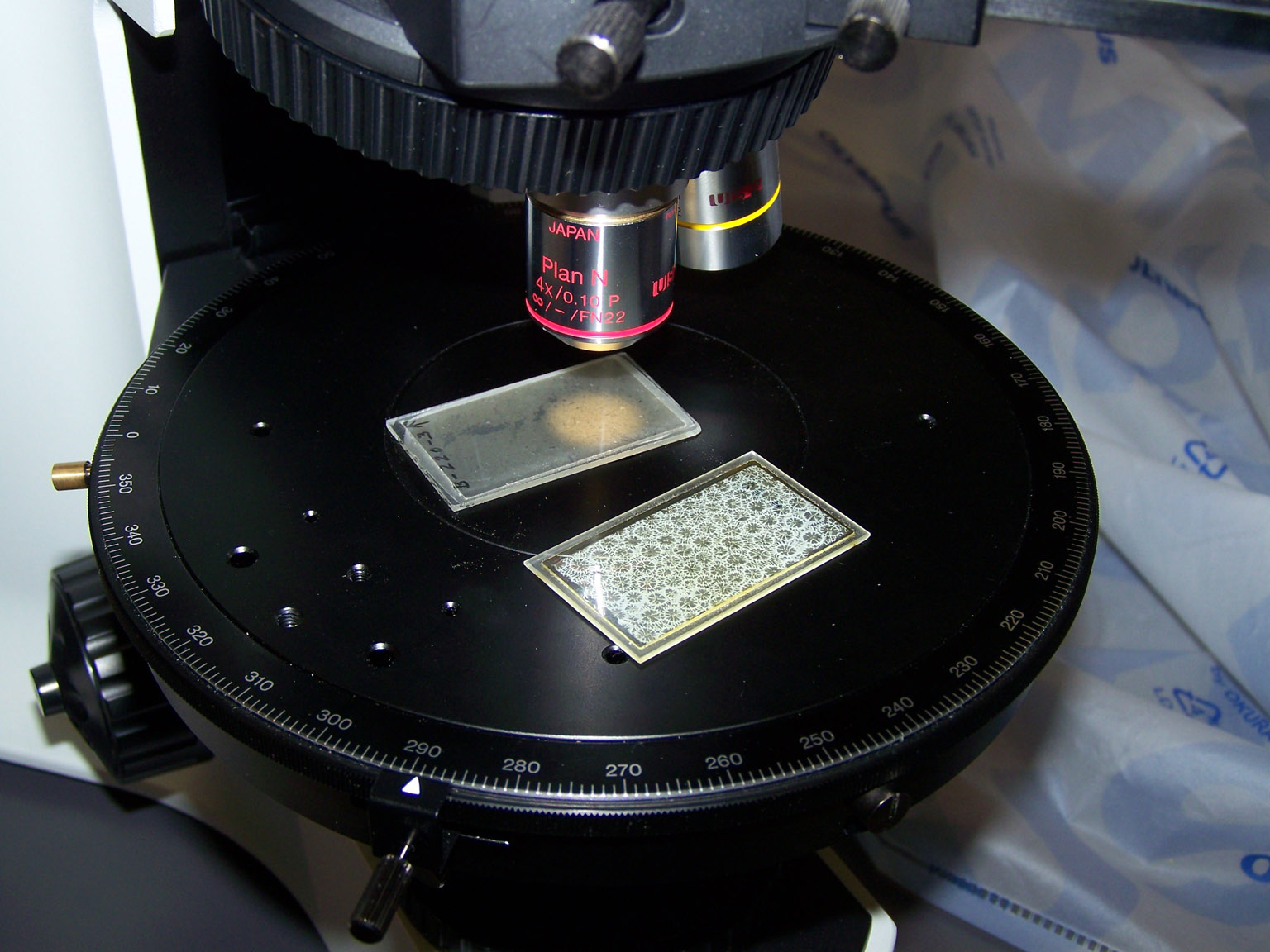
Gesteinsdünnschliffe auf dem Objekttisch eines Polarisationsmikroskops

Ein Dünnschliff ist ein Festkörperpräparat zur mikroskopischen Untersuchung. Bei den untersuchten Materialien handelt es sich überwiegend um Gesteine, Keramiken und alle Materialien, welche in dünner Schicht transparent sind, jedoch nicht oder nur schlecht entsprechend dünn geschnitten werden können, zum Beispiel Holz, Knochen und Zähne.
Gesteine, Böden und Keramik sind fast ausnahmslos undurchsichtig und können daher nicht ohne Weiteres unter einem Durchlichtmikroskop untersucht werden. Erst unterhalb einer Dicke von 0,03 bis 0,02 mm (30 bis 20 µm) lässt eine Probe dieser Materialien ausreichend Licht passieren, sodass sie für die Durchlichtmikroskopie geeignet sind. Untersucht wird im normalen und polarisierten Licht sowie mit speziellen Wellenlängen (z. B. UV-Licht).

## Geschichte

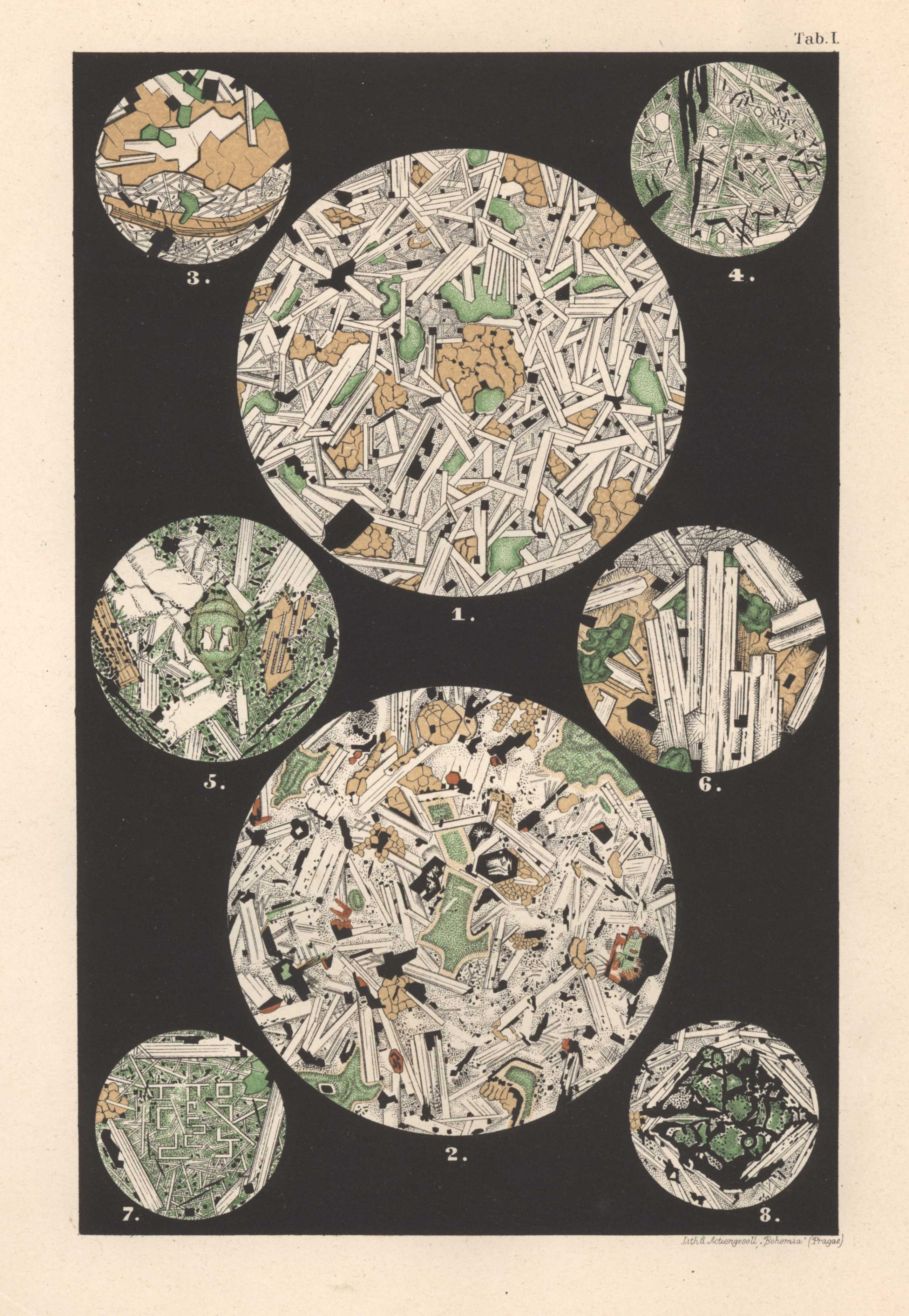
Historische Zeichnungen von Melaphyr-Dünnschliffen unter dem Mikroskop, von 1876

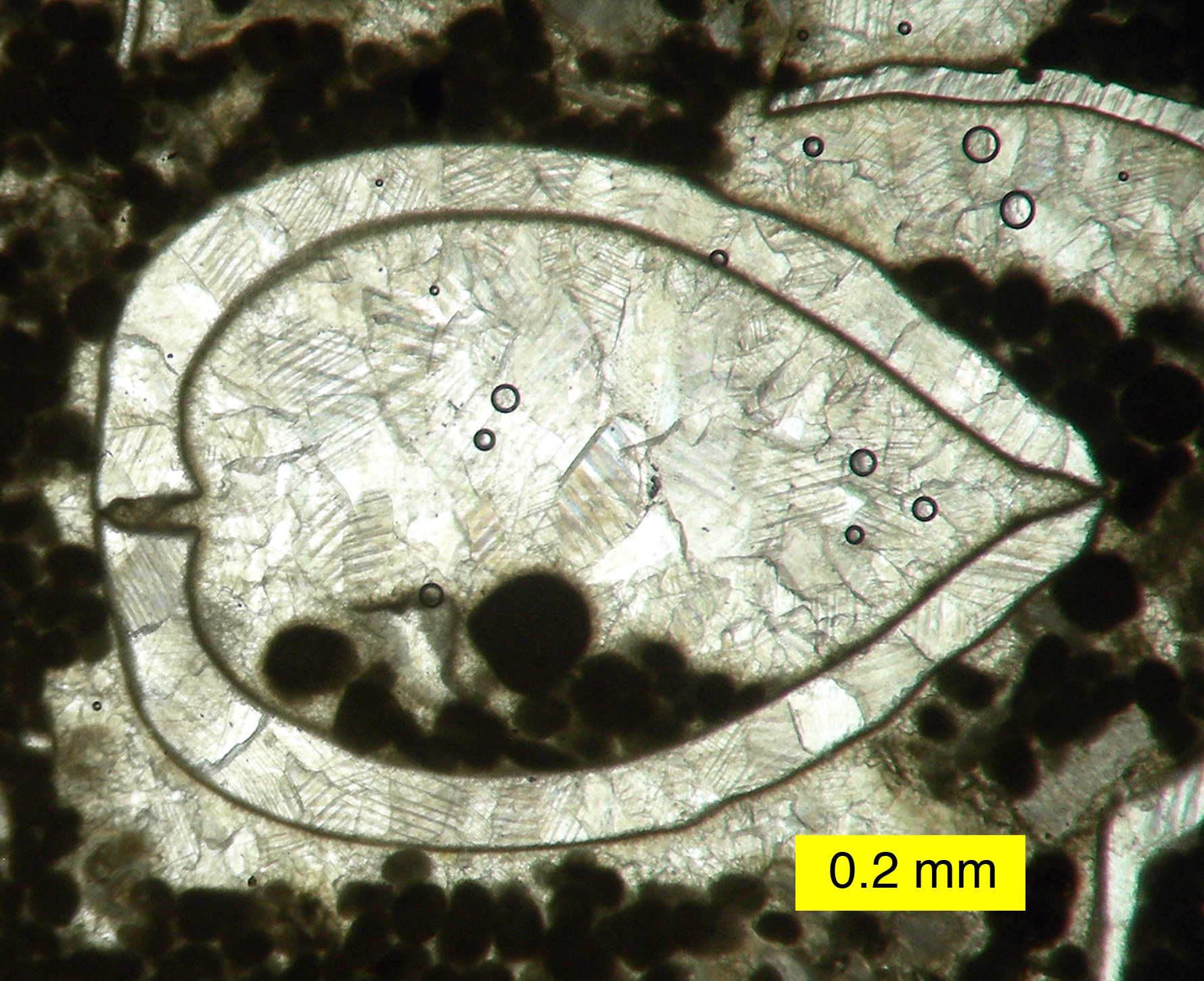
Mikroskopische Aufnahme des Dünnschliffes eines karbonischen Kalksteins mit Gehäusequerschnitt einer Muschel.

Die Methode wurde in der ersten Hälfte des 19. Jahrhunderts von mehreren Wissenschaftlern unabhängig voneinander entwickelt, wobei die frühesten Versuche auf den englischen Physiker William Nicol zurückgehen dürften, der bereits im Jahre 1831 derartige Präparate anfertigte und auch eine Beschreibung des Verfahrens veröffentlichte. Aber erst der englische Naturforscher Henry Clifton Sorby wandte die Methode systematisch auf Gesteine an und publizierte dazu 1858 einen Aufsatz im Journal der Geological Society in London.
Auf dem Feld paläontologischer Forschungen haben sich mit der Dünnschliffmikroskopie die Geowissenschaftler Franz Unger und Carl Ferdinand Peters frühe Verdienste erworben. Unger beschrieb 1842 seine Methode zur Anwendung von Dünnschliffen bei der Untersuchung fossiler Hölzer. Um 1840 hatte er im Auftrag von Stephan Ladislaus Endlicher Dünnschliffe von solchen Objekten angefertigt. Peters führte um 1855 (publiziert) Dünnschliffarbeiten aus, um weitere Aufschlüsse für taxonomische Bewertungen zu erhalten.
Zur Verbreitung dieser Untersuchungsmethode in den Geowissenschaften trug Ferdinand Zirkel entscheidend bei, der sie am 3. Februar 1863 in einer Sitzung der k. k. geologischen Reichsanstalt vorstellte und zuvor bei Sorby erlernt hatte. Danach zog die Methode schnell in die Praxis der Petrographie ein. Die ersten Lehrbücher zum Thema wurden bereits im Jahre 1873 von Ferdinand Zirkel bzw. Karl Heinrich Rosenbusch veröffentlicht.
Die Darstellung von Dünnschliffabbildungen war im 19. Jahrhundert für die Fachliteratur ein nur unbefriedigend lösbares Problem, weil die damaligen Drucktechniken eine authentische Wiedergabe der oft anspruchsvollen Strukturbilder nicht ermöglichten. Deshalb war es zeitweilig üblich, entsprechende Dünnschliffbilder auf dem zeichnerischen Wege mit nachträglicher Handkolorierung zu erstellen und sie mit den Mitteln der Lithographie drucktechnisch umzusetzen.

## Herstellung

### Geologische und technische Präparate

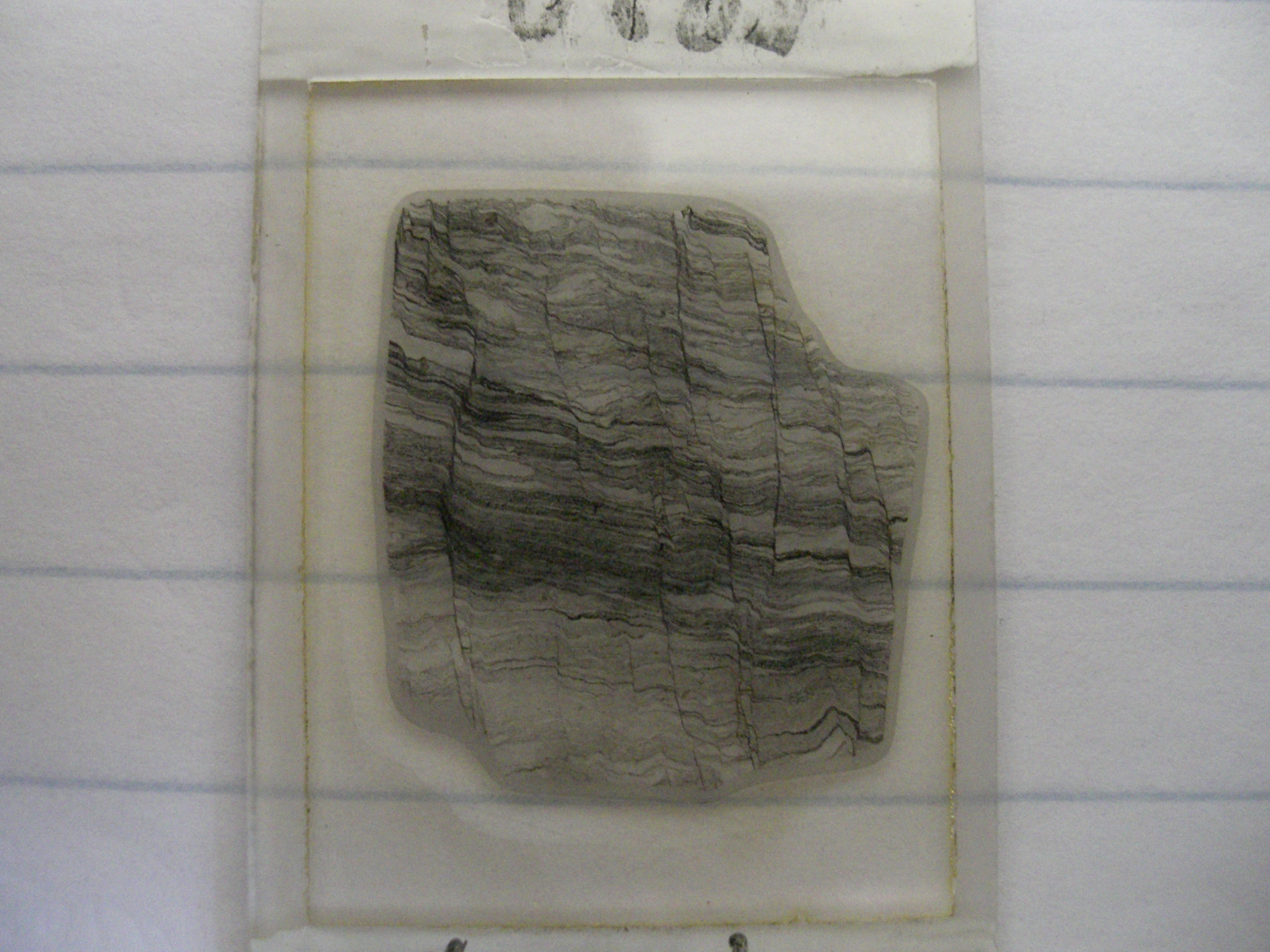
Dünnschliffpräparat eines Phyllits

Zur Herstellung eines Gesteins- oder Keramik-Dünnschliffs wird von der Probe mittels eines diamantbesetzten Sägeblattes eine etwa 0,5–1,0 cm dicke Scheibe abgesägt. Die Scheibe wird auf einer der Schnittflächen von Hand angeschliffen und mit dieser Fläche mittels eines relativ leicht löslichen Klebstoffs auf einer dünnen Glasplatte fixiert. Die Glasplatte mit der Probe wird dann in eine Präzisionsschleifmaschine eingespannt und die Probe wird solange von der anderen Seite geschliffen, bis sie komplett plan ist. Nachdem die Glasplatte mit der Probe vom Schleiftisch entfernt wurde, wird die plane Fläche mittels eines speziellen Kunstharzes (in den frühen Jahren mit Kanadabalsam) auf einen gläsernen Objektträger aufgeklebt. Das nunmehr fast fertige Präparat wird nach Aushärten des Harzes von der Glasscheibe abgelöst. Der Objektträger wird in die Präzisionschleifmaschine eingespannt und die Probe wird nunmehr von der anderen, vormals an der Glasscheibe befestigten Seite auf die gewünschte Dicke (Standarddicke bei mineralogischen Dünnschliffen ist 25 µm) heruntergeschliffen.
Technische Körnerpräparate oder instabile Sedimentgesteine (z. B. viele Quarzsandsteinarten) werden zunächst in Kunstharz eingegossen bzw. mit Kunstharz imprägniert und, nach Aushärten des Harzes, wie die oben genannten Festkörper weiter bearbeitet.

### Bodenpräparate

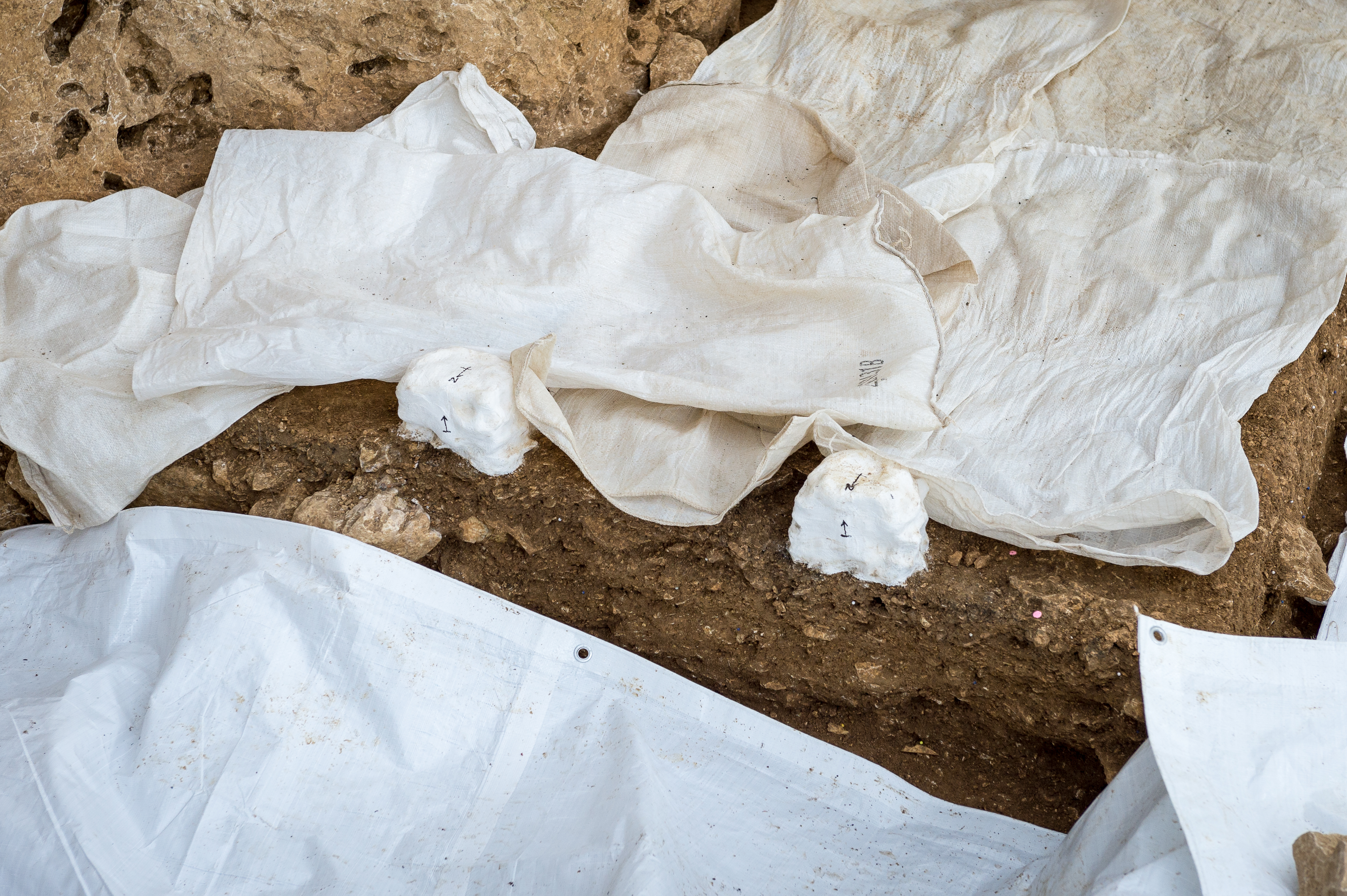
Gipslinge zur Entnahme von Sedimentproben für Dünnschliffe bei einer archäologischen Ausgrabung

Zur Herstellung eines Boden-Dünnschliffs wird im Gelände eine ungestörte Bodenprobe mittels Kubiëna-Kästen (benannt nach W. L. Kubiëna, der mit seinen seit den 1930er-Jahren durchgeführten mikromorphologischen Studien an Böden zweifelsohne Pionierarbeit auf diesem Gebiet geleistet hat) und Abwandlungen dieser Kästen verwendet. Ist eine Entnahme mit Kubiëna-Kästen aufgrund hoher Steingehalte oder größerer Artefakte nicht möglich, können unter anderem größere Rahmen eingesetzt oder die Probe mit Gips ummantelt werden. Im Labor werden die Bodenproben schließlich getrocknet (Lufttrocknung, Gefriertrocknung oder Trocknung über Aceton). Anschließend werden sie im Vakuumschrank (damit keine Luftblasen in den Proben verbleiben), ähnlich wie körnige technische Proben oder Sedimentproben, in Kunstharz eingegossen. Nach Aushärten des Harzes wird wie oben beschrieben verfahren.
Für einige speziellere Untersuchungen (Microprobe etc.) sind unabgedeckte Proben notwendig. Die Probe kann aber auch mit einem Deckglas abgedeckt werden. Für Untersuchungen z. B. an der Mikrosonde sind polierte unabgedeckte Schliffe notwendig, dazu sind spezielle Methoden nötig, die kein Relief erzeugen.

Polarisationsmikroskopie: parallele vs. gekreuzte Polarisatoren
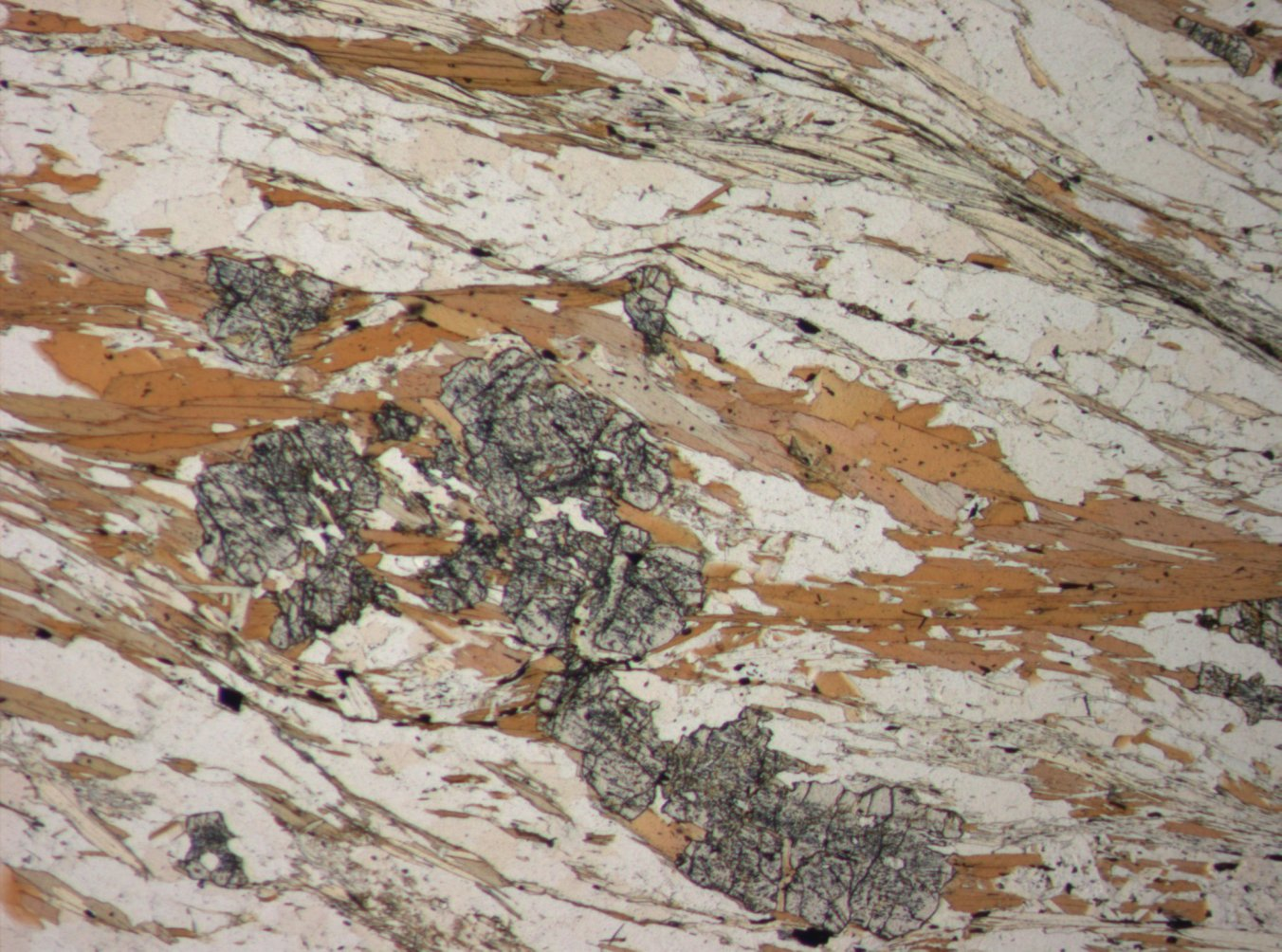
Dünnschliff eines Granat-Glimmerschiefers unter dem Mikroskop bei linear polarisiertem Licht
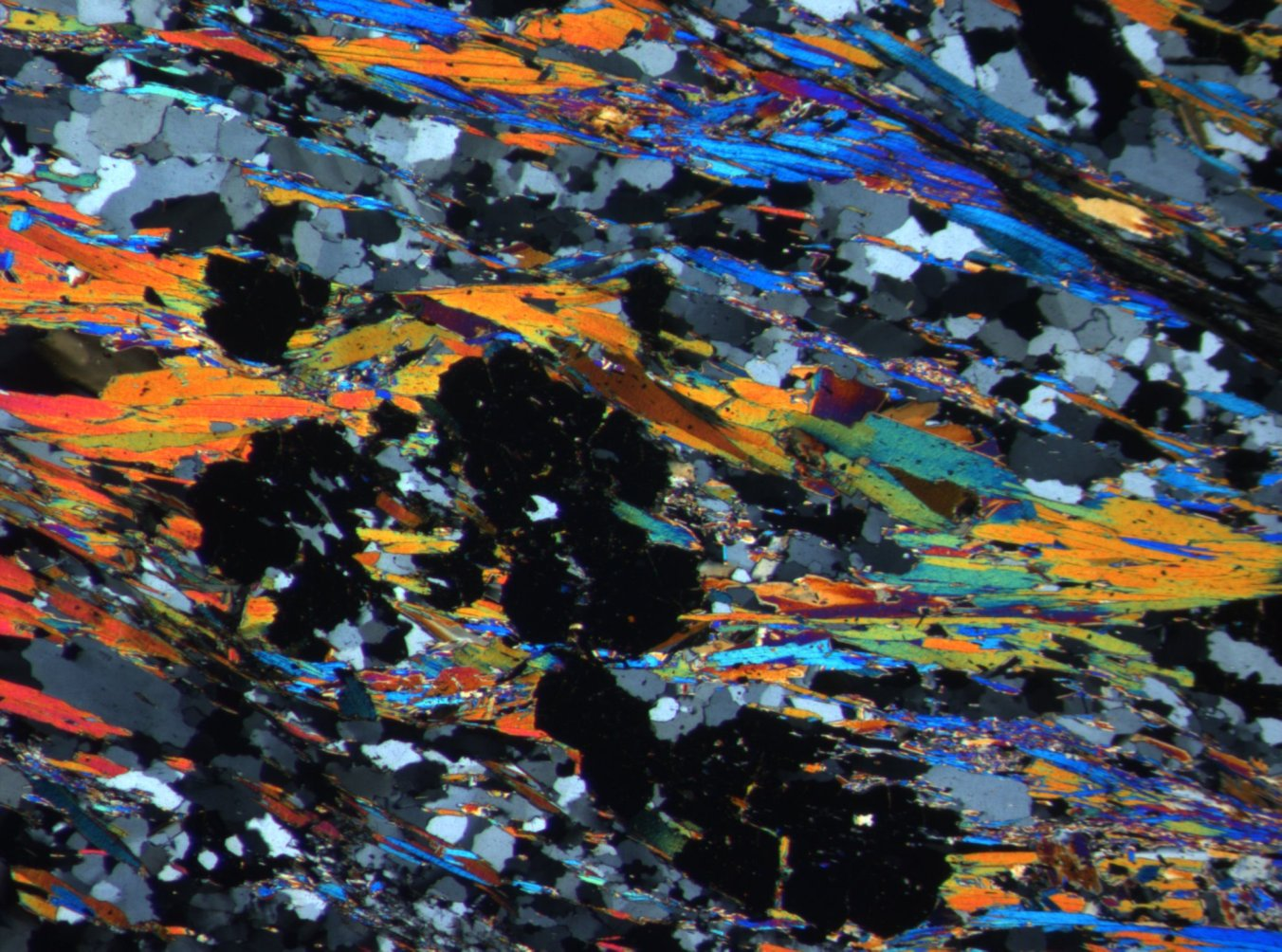
Gleicher Bildausschnitt wie im nebenstehenden Bild bei gekreuzten Polarisatoren

## Medizinische Präparate
In der Knochenpathologie werden Dünnschliffe für die mikroskopische Untersuchung von biologischem Hartgewebe (Knochen und Zahn) und insbesondere für die Beurteilung der Einheilung von metallenen Endoprothesen (beispielsweise Hüftgelenksprothesen oder Zahnimplantate) eingesetzt. Durch experimentelle Studien mit systematischen mikroskopischen Untersuchungen von Sektionsreihen der Grenzflächen von Knochengewebe und Implantat können die Oberflächen von Endoprothesen entscheidend verbessert werden, sodass das Implantat optimal vom Körper angenommen wird.
Für die Herstellung von Knochengewebsdünnschliffen wird das Knochengewebe fixiert und sodann ohne Entkalkung in PMMA-Harz (Plexiglas) eingebettet. Nach Aushärtung kann der gesamte Kunststoff- und Gewebeblock dünn gesägt und dann bis zur Transparenz auf µm-Dicke heruntergeschliffen und ggf. angefärbt werden. Bei der Polarisationsmikroskopie dieser Gewebsdünnschliffe können vor allem die entlang der Kraftvektoren orientierten Kollagenfaserbündel ohne histologische Färbung gut sichtbar gemacht werden.

## Gesteinsuntersuchungen mittels Dünnschliffen
Bei der Untersuchung von Gesteinsproben wird nach qualitativen und quantitativen Zielen unterschieden. Ferner sind allgemeine Merkmale der Zweck der Betrachtung.

### Allgemeine Ziele
- räumliche Orientierung von Kristallen und Kornaggregaten
- Verteilungscharakter von Mineralen im Gestein
- Korn- bzw. Kristallformen
- Kornbindungen

### Qualitative Ziele
- Bestimmung der gesteinsbildenden Minerale
- Zusammensetzung von Mischkristallen mittels optischer Daten
- Degradationsprozesse und ihr erreichter Status in kristallinen Gefügen (Verwitterung)

### Quantitative Ziele
- Mengenverhältnisse verschiedener Mineralien im Gestein
- Korngrößenverteilung

## Ergebnisse und Interpretation in der Bodenkunde
Bevor man einen Dünnschliff interpretieren kann, ist es zunächst notwendig, diesen Dünnschliff und weitere Dünnschliffe anderer Proben, die direkt oder indirekt damit im Kontext stehen (sofern vorhanden), detailliert zu beschreiben.
In der Bodenkunde und Archäologie werden dazu unter anderem erfasst:
- die Mikrostruktur (Aggregate, Hohlräume, Gänge),
- die sogenannte Grundmasse (d. h. das organische und mineralische Fein- und Feinstmaterial),
- das nicht in die Grundmasse eingebundene organische Material sowie
- die einzelnen Bodenmerkmale und -besonderheiten.

Zur Charakterisierung dieser Bestandteile werden jeweils unter anderem Größe, Form, Beschaffenheit, Variabilität, Häufigkeit, Farbe, Lichtdurchlässigkeit, Verhältnis und Lage der Bestandteile zueinander sowie daraus eventuell resultierende Muster beschrieben.
Die im Boden-Dünnschliff sichtbaren, mehr oder weniger stark ausgeprägten Merkmale und Merkmalskombinationen sind eine „Momentaufnahme“: Sie spiegeln die Entwicklung eines Bodens und die Prozesse in ihm bis zur Probennahme wider. Aus archäologischer Sicht sind Holzkohlereste, Knochenfragmente, Partikel gebrannten Lehms, Schlacke- und Erzreste, Exkremente, Eierschalen, Fischgräten etc., von besonderem Interesse, denn – je nach Lage im Profil – kann man im Idealfall anhand der „mikroskopischen Fundstücke“ im Dünnschliff (in Verbindung mit anderen Dünnschliffen des gleichen Befundes sowie eventuell vorhandenen „makroskopischen Fundstücken“) die Geschichte eines Befundes rekonstruieren: Von der einstigen Nutzung oder Funktion eines Objektes selbst (beispielsweise von Grubenhäusern), über die Umgebungsbedingungen (z. B. die Tierhaltung) bis hin zur Verfüllung eines Objektes sowie der Herkunft und Zusammensetzung dieses Verfüllmaterials, das die menschlichen Aktivitäten im Umfeld des Befundes dokumentieren kann.

## Verwandte Methoden
Sollen undurchsichtige Materialien nur im Auflicht untersucht werden, genügen einseitig geschliffene und polierte Flächen am Objekt, so genannte Anschliffe.
Auch innerhalb der Metallographie arbeitet man gelegentlich mit Gefügeschliffbildern.
Die in der medizinischen Forschung verwendeten Methoden zur Herstellung von Weichgewebsschnitten (kalziumkarbonathaltige Hartgewebe müssen dafür zuvor entkalkt werden) für die Durchlichtmikroskopie werden unter Histologie und Mikrotom beschrieben.